# Vladimir Vasiljev
Vladimir Vasiljev (russisk: Влади́мир Ви́кторович Васи́льев) (født 18. april 1940 i Moskva i Sovjetunionen) er en sovjetisk filminstruktør.

## Filmografi
- Fuete (Фуэте, 1986)[1][2]